# Iginniarfik
Iginniarfik (Igíniarfik prima della riforma ortografica del 1973) è un villaggio della Groenlandia di 100 abitanti (gennaio 2005). Fa parte del comune di Qeqertalik, e dista 40 km da Kangaatsiaq.